# 古文真宝
『古文真宝』（こぶんしんぽう）は、漢代から宋代までの古詩や文辞を収めた書物。宋末か元初の時期に成立したとされる。黄堅の編と言われるが、編者の人となりや具体的な成立の経緯は伝わっていない。前集10巻に詩、後集10巻に文章を収録する。各時代の様々な文体の古詩や名文を収めており、簡便に学習することができたため、初学者必読の書とされてきた。

## 日本での受容
日本には室町時代のはじめごろに伝来し、五山文学で著名な学僧たちの間に広まり、木版で刊行された（五山版）。江戸時代には数多くの刊本が出されて広く読まれ、注釈書も多く著された。井原西鶴や松尾芭蕉も『古文真宝』に言及しており、簡便な教養書として広く読まれていたことが窺える。江戸時代中期以降（荻生徂徠らに批判され）、詩は『唐詩選』、文章では『文章軌範』が用いられるようになるが、『古文真宝』もなお明治時代に至るまで刊行され続け、廃れることはなかった。

## 校訂本
- 『古文真宝（前集）上・下　新釈漢文大系 9・10』 星川清孝注解、明治書院、初版1967
- 『古文真宝（後集） 新釈漢文大系16』 星川清孝注解、明治書院、初版1963

以下は新書判での抜粋
- 『新書漢文大系16　古文真宝〈前集〉』明治書院、2003。白石真子編（古詩、楽府、唐宋詩の名品）
- 『新書漢文大系8　古文真宝』明治書院、1996、新版2002。柚木利博編（文・辞賦の名品）